# Yvan Erichot
Yvan Erichot (Chambray-les-Tours, 25 maart 1990) is een Frans voetballer die bij voorkeur als verdediger speelt. Hij verruilde in februari 2013 AS Monaco voor Sint-Truidense VV.

## Jeugd
Erichot speelde in zijn jeugd bij LB Châteauroux en maar trok na 2 jaar naar AS Monaco.

## Profcarrière
Erichot verliet de jeugdacademie en stroomde door naar het eerste team van AS Monaco en tekende er in 2010 zijn eerste profcontract. Een maand later werd Erichot uitgeleend aan Clermont Foot, ook een club uit de Franse Ligue 2.
Tijdens het seizoen 2011-2012 werd hij uitgeleend aan het Portugese club União Leiria uit dePrimeira Liga. Hij degradeerde echter met de club naar de Segunda Liga. Hierna keerde hij terug naar AS Monaco
Hij speelde echter geen minuut voor de club uit Monaco.
In 1 februari 2013 sloeg Sint-Truidense VV nog in de laatste minuten van de wintertransferperiode toe en haalde de verdediger naar België.
Hij groeide er snel uit tot een sterkhouder achterin.
Op het einde van seizoen 2013-2014 stond hij in de belangstelling van RSC Anderlecht.

## Statistieken
| seizoen   | club              | land      | competitie    | wed. | goals |
| --------- | ----------------- | --------- | ------------- | ---- | ----- |
| 2010/2011 | AS Monaco         | Frankrijk | Ligue 2       | 0    | 0     |
| 2010/2011 | →Clermont Foot    | Frankrijk | Ligue 2       | 9    | 0     |
| 2011/2012 | →União Leiria     | Portugal  | Primeira Liga | 1    | 0     |
| 2012/2013 | AS Monaco         | Frankrijk | Ligue 2       | 0    | 0     |
| 2012/2013 | Sint-Truidense VV | België    | Tweede klasse | 7    | 0     |
| 2013/2014 | Sint-Truidense VV | België    | Tweede klasse | 23   | 1     |
| 2014/2015 | Sint-Truidense VV | België    | Tweede klasse | 27   | 3     |
| 2015/2016 | Sint-Truidense VV | België    | Eerste klasse | 24   | 0     |
| 2016/2017 | Leyton Orient FC  | Engeland  | League Two    | 19   | 0     |
|           |                   |           | Totaal        | 99   | 4     |